# Леско, Анна Степановна
А́нна Степановна Ле́ско (рум. Anna Lesko, урождённая Лижичко; род. 10 января 1979, Кишинёв, Молдавская ССР) — певица, также художник, поэт и композитор.

## Биография
Родилась и выросла в этнически смешанной семье. Её отец имеет украинско-молдавское происхождение, мать — русская. Родной язык певицы — русский, но её музыкальное творчество носит преимущественно румыноязычный характер (с некоторым использованием русского языка), в последнее время исполняет песни и на английском языке.
Популярна в Молдавии и Румынии. По настоянию отца (инженера) с детства занималась танцами. В Румынию Анна приехала на гастроли с балетной группой в 16 лет. В 17 лет решила обосноваться в Бухаресте (где она в основном и проживает) и поступила учиться на адвоката в местный ВУЗ, но из-за проблем с румынским языком вскоре бросила учёбу.
Также занимается живописью. Свою первую работу Анна продала за 3000 $, её картины были выставлены в Национальном музее Бухареста. В 2000 году Анна решила сосредоточиться на музыке. Около года певица выступала в составе румынской группой «Direcția 5». С 2002 года началась её сольная карьера. Сотрудничала с композитором Мариусом Мога.

## Композиции
- «Ard in flacari» («Я горю в огне»)

## Альбомы
- 2002 — «Ard in flacari»; первый студийный альбом.
- 2002 — «Inseparabili» («Неотделимый»); продажи превысили 35 000 экземпляров[5].
- 2003 — «Pentru tine» («Для тебя»)
- 2004 — «Ispita» («Искушение»)